# ڦ
Le peheh est une lettre de l'alphabet arabe utilisée dans l’écriture de l’od, du shina kohistani et du sindhi. Elle est composée d’un fāʾ avec quatre points suscrits.

## Utilisation
En sindhi, ‹ ڦ › représente une consonne occlusive bilabiale sourde aspirée [pʰ].